# Dług (film 1999)
Dług – polski film kryminalny z roku 1999 w reżyserii Krzysztofa Krauzego, zrealizowany na podstawie scenariusza napisanego przez reżysera wraz z Jerzym Morawskim. Film, oparty na autentycznych wydarzeniach, opowiada losy dwóch młodych warszawskich biznesmenów, zastraszanych i terroryzowanych przez gangstera, który żąda od nich spłaty nieistniejącego długu.
Dług wywołał w Polsce burzliwą debatę na temat przesłanek rzeczywistych sprawców zbrodni, walnie przyczyniając się do zastosowania wobec nich prawa łaski. Film traktowano jako powiew świeżości w kinie polskim, choć część krytyków miała obiekcje wobec zbyt pozytywnego portretowania biznesmenów, a co za tym idzie – niedostatecznej krytyki rzeczywistości dzikiego kapitalizmu w Polsce lat 90. Dług odniósł jednak w Polsce wielki sukces festiwalowy. Producent filmu, Juliusz Machulski, odebrał Złote Lwy na Festiwalu Polskich Filmów Fabularnych i Orła za najlepszy film; nagradzane były też scenariusz, reżyseria Krauzego oraz gra Andrzeja Chyry jako demonicznego gangstera.

## Fabuła
Biznesmen Adam Borecki, mający żonę w zagrożonej ciąży, przygotowuje się do budowy własnego domu. Wraz ze wspólnikiem, Stefanem Kowalczykiem, zamierzają zbudować montownię włoskich skuterów, obaj starają się o kredyt w banku w wysokości 300 tysięcy dolarów. Ponieważ jednak bank żąda poręczenia, a kontrakt z włoskimi pośrednikami wkrótce wygasa, Stefan przedstawia Adamowi swojego dawnego sąsiada, Gerarda Nowaka. Ten zgadza się zainteresować sprawą dyrektora dochodowej kopalni, dzięki któremu udaje się zdobyć biznesmenom kredyt. Okazuje się jednak, że dyrektor żąda większej prowizji za opłacenie kredytu. Wspólnicy rezygnują, ale Gerard oświadcza, iż sprowadzając dyrektora kopalni z Hiszpanii i jeżdżąc na Śląsk poniósł koszta, za które należy mu się wynagrodzenie. Po tym jak Adam odmawia jakichkolwiek rozliczeń, Gerard nachodzi go w domu rodziców i żąda spłaty 6000 dolarów, uderzając Adama po raz pierwszy.
Gerard próbuje wyegzekwować nieistniejący dług, uciekając się do metod gangsterskich. Ponieważ opłaca własnych oprychów, wymusza przemocą fizyczną i psychiczną oddanie reszty zgromadzonych pieniędzy. Nie umarza jednak długu i wciąż żąda haraczy, doliczając wyimaginowane procenty. Ponieważ policja odmawia Adamowi i Stefanowi pomocy, obaj próbują desperacko zarobić na spłacenie długu. Adam pracuje w pizzerii, natomiast Stefan zatrudnia się u niemieckiego biznesmena. Tymczasem Gerard wciąż żąda haraczu: nachodząc żonę Adama, sprawia, że ona roni, a na Stefanie wymusza wskazanie miejsca pobytu Adama. Stefan wyjawia informację o pobycie Adama, który zatrzymał się u przyjaciela – Tadeusza (studenta). Gerard nachodzi Adama i przy okazji wciąga w długi Tadeusza.
Nie widząc innego wyjścia, szantażowani uciekają się do desperackiego kroku. Zwabiają podstępem Gerarda i jego ochroniarza do mieszkania Tadeusza. Następnie we trójkę obezwładniają gangsterów, a potem planują wywieźć za miasto. Tadeusz udaje przed kolegami zwichnięcie nogi, aby nie jechać wraz z nimi, bojąc się konsekwencji. Za miastem biznesmeni krępują Gerarda i jego pomocnika. Gerard odnosi się do nienarodzonego dziecka Adama, co wywołuje u biznesmena furię, w wyniku której ten morduje nożem Gerarda, a następnie jego pomocnika. Wycieńczeni biznesmeni rozbierają ofiary i odcinają im głowy, aby upozorować morderstwo na wyrok rosyjskiej mafii. Jednakże Adam nie może sobie wybaczyć, że z ofiary stał się mordercą. W ostatniej scenie zgłasza się na policję.

## Obsada
Źródło: Filmpolski.pl

- Robert Gonera – Adam Borecki
- Jacek Borcuch – Stefan Kowalczyk
- Andrzej Chyra – Gerard Nowak
- Cezary Kosiński – Tadeusz Frei
- Joanna Szurmiej-Rzączyńska – Basia
- Agnieszka Warchulska – Jola
- Przemysław Modliszewski – „Młody”, pomocnik Gerarda
- Krzysztof Gordon – ojciec Adama
- Sławomira Łozińska – matka Adama
- Maria Robaszkiewicz – matka Basi
- Edyta Bach – Joanna, siostra Adama
- Jakub Bach – Jurek, siostrzeniec Adama
- Joanna Kurowska – Ania, ciężarna leżąca w szpitalu wspólnie z Basią
- Jerzy Gudejko – lekarz opiekujący się Basią w szpitalu
- Henryk Gołębiewski – robotnik na budowie
- Katarzyna Tatarak – oficer dyżurna przyjmująca skargę Adama
- Marcin Jamkowski – instruktor wspinaczkowy
- Ewa Kania – szefowa operacji kredytowych
- Sławomir Jóźwik – Matczak, właściciel sklepu z wózkami
- Małgorzata Prażmowska-Jakubiec – żona mężczyzny kupującego od Tadeusza samochód
- Jowita Miondlikowska – dziewczyna z pralni
- Jarosław Budnik – policjant nad Wisłą
- Maria Maj – kobieta dzwoniąca z aparatu telefonicznego
- Aleksander Mikołajczak – oficer dochodzeniowy nad Wisłą
- Andrzej Andrzejewski
- Roman Bugaj
- Paweł Kleszcz

## Produkcja

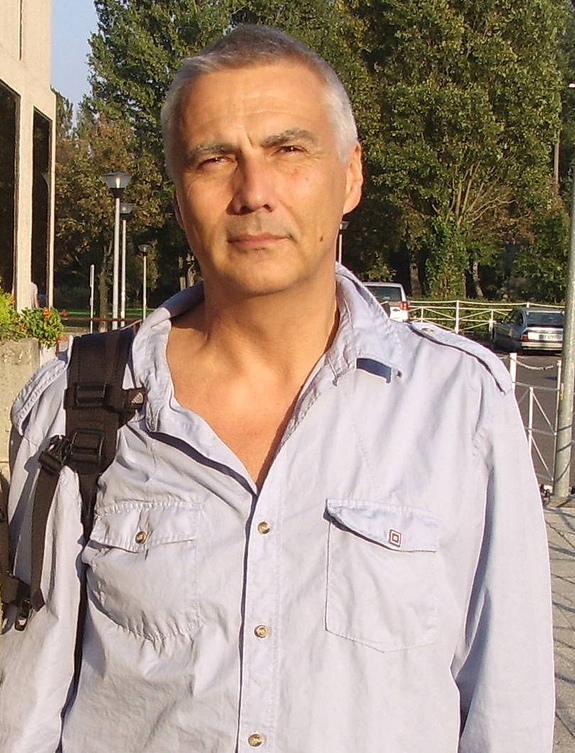
Krzysztof Krauze, reżyser filmu

Dług jest poświęcony autentycznej sprawie dwóch młodych warszawskich biznesmenów, Artura Brylińskiego i Sławomira Sikory. Ci biznesmeni na początku lat 90. XX wieku byli terroryzowani, torturowani i zastraszani przez gangstera Grzegorza Gmitrzaka, który obiecał im przedtem pomoc w poręczeniu kredytu, a potem wymuszał na nich spłacenie nieistniejącego długu. W nocy z 8 na 9 marca 1994 roku Bryliński i Sikora, nie mogąc znaleźć wsparcia w prokuraturze i policji, dokonali samosądu na Gmitrzaku oraz jego osobistym ochroniarzu Mariuszu Kłosie. Ich proces sądowy skończył się w listopadzie 1997 roku; obaj zostali skazani na 25 lat więzienia. Tego samego miesiąca Krzysztof Krauze wraz ze scenarzystą Jerzym Morawskim odwiedzili obu skazanych, zbierając materiały mające posłużyć do realizacji filmu, który przyczyniłby się do ich rehabilitacji.
Dług pieczołowicie rekonstruuje przebieg wydarzeń poprzedzających zbrodnię, a także sam akt morderstwa. Część faktów została jednak zmieniona. Między innymi uległy zmianie imiona i nazwiska głównych bohaterów: Artur stał się Adamem, Sławomir – Stefanem, a Grzegorz – Gerardem. Ponadto udręka prawdziwych przedsiębiorców w rzeczywistości trwała półtora roku, nie trzy miesiące; skazanych za zbrodnię było pięć osób, nie trzy. Część tortur przeprowadzonych na prawdziwych ofiarach zastraszania (wieszanie na drzewie i bicie kijem bejsbolowym) została pominięta, gdyż zdaniem Krauzego „wtedy to zrobiłoby się kino amerykańskie i ludzie by nie uwierzyli” .

### Rozpowszechnianie
Premiera kinowa Długu odbyła się 19 listopada 1999 roku. Rok później film ukazał się na płytach DVD nakładem wydawnictwa ITI Home Video. Oprócz filmu płyta zawierała zwiastun kinowy, galerię fotosów, biografie twórców i aktorów występujących w filmie. W grudniu 2019 roku Dług ponownie wszedł na ekrany kin w wersji po rekonstrukcji cyfrowej .

## Odbiór

### Recenzje w Polsce i oddźwięk

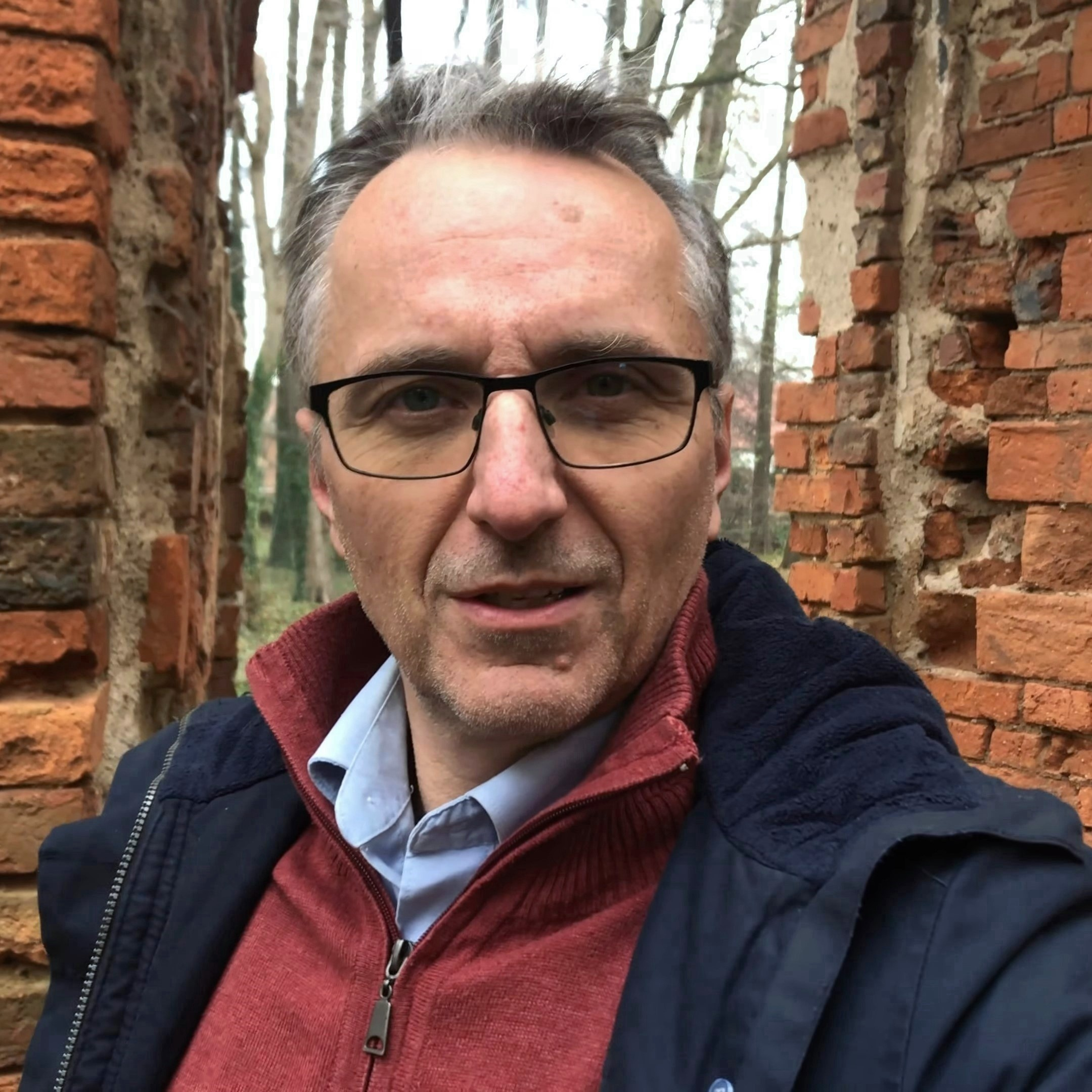
Sławomir Sikora (2020)

Dług wywołał w mediach wielkie poruszenie; po jego wejściu na ekrany sprawa Brylińskiego i Sikory doczekała się kolejnych artykułów, reportaży oraz filmów dokumentalnych poświęconych losom sprawców zbrodni. Pod wpływem opinii publicznej prezydent Aleksander Kwaśniewski w grudniu 2005 roku zastosował prawo łaski wobec Sikory, natomiast kilka miesięcy później Lech Kaczyński zapowiedział ułaskawienie Brylińskiego; Bryliński został oficjalnie ułaskawiony w grudniu 2010 roku przez Bronisława Komorowskiego .
Bartosz Żurawiecki z dodatku do „Gazety Wyborczej”, „Co Jest Grane”, pisał: „Nareszcie film rodzimej produkcji, o którym nie trzeba mówić – «jak na polski, może być». Po prostu dobre kino!”. Tadeusz Sobolewski obwieścił Dług jako „film nowej generacji”, którego siła oddziaływania „wynika z ukrytego znaczenia, jakie ten film niesie [...], gdy orientujemy się, że zła ukarać się nie da”. Nie obyło się jednak bez głosów krytycznych. Przykładowo, Wiesław Kot na łamach tygodnika „Wprost” pisał, iż „podział na poczciwych biznesmenów i łajdaka szantażystę [został] poprowadzony – dla ułatwienia – równiuteńko”, a bohaterowie filmu cechują się przesadnie nerwowym postępowaniem, godnym „bohaterów dzieł filmowych z zasobów kina moralnego niepokoju sprzed ćwierćwiecza i z zupełnie innej formacji społecznej”. Polemizował z nim Lech Falandysz, zauważając, iż „scenariusz do filmu Krauzego napisało samo życie”, a w obliczu szantażu ze strony bandytów naturalną reakcją jest „odparcie bezprawnego i bezpośredniego zamachu”.

### Recenzje poza Polską
W Stanach Zjednoczonych premiera Długu odbyła się w kwietniu 2000 roku. Eddie Cockrell z amerykańskiej czasopisma „Variety” opisał Dług jako „chłodny, przemyślany thriller” wykraczający poza normy kina gatunkowego .

### Analizy i interpretacje
Piotr Zwierzchowski porównał Dług z dziełem Michaela Hanekego Funny Games, które z filmem Krauzego łączy podobna bezsilność zarówno bohaterów, jak i widza wobec wymykającego się moralności spektaklu przemocy. Zbrodnię dokonaną w Długu zdaniem Zwierzchowskiego trudno jednoznacznie potępić czy też moralnie uzasadnić. Katarzyna Taras uznała film Krauzego za najczarniejszy – obok Cześć Tereska Roberta Glińskiego – wizerunek „polskiej rzeczywistości po przełomie 1989 roku”. Kacper Pobłocki dostrzegł w Długu „kwintesencję polskiego kapitalizmu”, której puenta polega na tym, że „każdy z nas może napotkać na swojej miejskiej drodze nieznajomego socjopatę, który zniszczy nas, wciągając w spiralę przemocy i długu i wyciągnie wraz z sobą poza orbitę społeczeństwa”.
Odmienną opinię wyraziła Ewa Mazierska, według której narracja Długu sugeruje, że to nie kapitalizm jest przyczyną nieszczęść bohaterów, lecz przestępczość zorganizowana. Mazierska ironizowała: „Mamy wierzyć, że gdyby [bohaterowie] otrzymali kredyt z banku, który odrzucił ich prośbę lub gdyby poprosili o pomoc rodziców, wszystko poszłoby dobrze”. Jak jednak wskazywał cytowany przez Mazierską Jakub Majmurek, nawet gdyby bohaterowie otrzymali kredyt, ich sytuacja by się nie zmieniła; oprocentowanie kredytów było pod koniec lat 90. na tyle duże, że wielu kredytobiorców kończyło bankructwem, niekiedy też samobójstwem.

### Nagrody
| Nagroda                                          | Kategoria                                  | Odbiorca                         | Wynik     |
| ------------------------------------------------ | ------------------------------------------ | -------------------------------- | --------- |
| 24. Festiwal Polskich Filmów Fabularnych w Gdyni | Złote Lwy dla najlepszego filmu            | Krzysztof Krauze                 | nagroda   |
| 24. Festiwal Polskich Filmów Fabularnych w Gdyni | Złote Lwy dla producenta najlepszego filmu | Juliusz Machulski                | nagroda   |
| 24. Festiwal Polskich Filmów Fabularnych w Gdyni | Najlepsza pierwszoplanowa rola męska       | Andrzej Chyra                    | nagroda   |
| 24. Festiwal Polskich Filmów Fabularnych w Gdyni | Najlepsza muzyka                           | Michał Urbaniak                  | nagroda   |
| 24. Festiwal Polskich Filmów Fabularnych w Gdyni | Nagroda Dziennikarzy                       | Krzysztof Krauze                 | nagroda   |
| Polska Akademia Filmowa                          | Orły dla najlepszego filmu                 | Juliusz Machulski                | nagroda   |
| Polska Akademia Filmowa                          | Orzeł za najlepszą reżyserię               | Krzysztof Krauze                 | nagroda   |
| Polska Akademia Filmowa                          | Orzeł za najlepszy scenariusz              | Krzysztof Krauze, Jerzy Morawski | nagroda   |
| Polska Akademia Filmowa                          | Orzeł za najlepszą główną rolę męską       | Robert Gonera                    | nagroda   |
| Polska Akademia Filmowa                          | Orzeł za najlepszą drugoplanową rolę męską | Andrzej Chyra                    | nagroda   |
| Polska Akademia Filmowa                          | Orzeł za najlepsze zdjęcia                 | Bartosz Prokopowicz              | nominacja |
| Polska Akademia Filmowa                          | Orzeł za najlepszą scenografię             | Małgorzata Dipont                | nominacja |
| Polska Akademia Filmowa                          | Orzeł za najlepszą muzykę                  | Michał Urbaniak                  | nominacja |
| Polska Akademia Filmowa                          | Orzeł za najlepszy montaż                  | Krzysztof Szpetmański            | nominacja |
| Polska Akademia Filmowa                          | Orzeł dla najlepszego producenta           | Juliusz Machulski                | nominacja |
| 14. Tarnowska Nagroda Filmowa                    | Nagroda Jury Młodzieżowego                 | Krzysztof Krauze                 | nagroda   |
| 14. Tarnowska Nagroda Filmowa                    | Nagroda Specjalna Jury                     | Krzysztof Krauze, Jerzy Morawski | nagroda   |
| 14. Tarnowska Nagroda Filmowa                    | Nagroda Publiczności                       | Krzysztof Krauze                 | nagroda   |
| Paszport „Polityki”                              | Film                                       | Krzysztof Krauze                 | nagroda   |
| Międzynarodowy Festiwal Filmowy w Filadelfii     | Nagroda za reżyserię                       | Krzysztof Krauze                 | nagroda   |

## Znaczenie
W 2019, przyznając aktorowi Andrzejowi Chyrze Specjalną Nagrodę im. Zbyszka Cybulskiego za całokształt twórczości, jury w sposób szczególny odwołało się do wykreowanej przez niego roli w filmie Dług . W tym samym roku, w plebiscycie Stowarzyszenia Rozwoju Kultury Filmowej „Słowo i Film” na najlepsze polskie filmy powstałe w latach 1989–2019, Dług zajął drugie miejsce (za Dniem świra Marka Koterskiego). Sebastian Smoliński podsumowywał po latach, że film Krauzego i Morawskiego, skutkując uniewinnieniem pierwowzorów filmowych głównych bohaterów, „objawił w pełni siłę kina odwołującego się do rozpalających społeczeństwo rzeczywistych wydarzeń”.